# Tillandsia diffusa
Tillandsia diffusa är en gräsväxtart som beskrevs av Lyman Bradford Smith. Tillandsia diffusa ingår i släktet Tillandsia och familjen Bromeliaceae. Inga underarter finns listade i Catalogue of Life.